# Мейсце-Пястове
Мейсце-Пястове (пол. Miejsce Piastowe) — село в Польщі, у гміні Мейсце-П'ястове Кросненського повіту Підкарпатського воєводства.
Населення — 2104 особи (2011).
У 1975—1998 роках село належало до Кросненського воєводства.

## Демографія
Демографічна структура станом на 31 березня 2011 року:
|          | Загалом | Допрацездатний вік | Працездатний вік | Постпрацездатний вік |
| -------- | ------- | ------------------ | ---------------- | -------------------- |
| Чоловіки | 999     | 230                | 666              | 103                  |
| Жінки    | 1105    | 190                | 656              | 259                  |
| Разом    | 2104    | 420                | 1322             | 362                  |

## Відомі люди
Відомі уродженці Мейсца-Пястового:
- Казімеж Рідль (1841—1898) — священик-єзуїт, педагог, церковний письменник, проповідник, один із провідників Добромильської реформи василіян.